# Umbrina dorsalis
Umbrina dorsalis är en fiskart som beskrevs av Gill 1862. Umbrina dorsalis ingår i släktet Umbrina och familjen havsgösfiskar. IUCN kategoriserar arten globalt som livskraftig. Inga underarter finns listade i Catalogue of Life.